# 福利尼
福利尼（法語：Folligny，法語發音：[fɔliɲi]）是法国芒什省的一个市镇，属于阿夫朗什区。

## 地理
福利尼（48°49'26"N, 1°24'41"W）面积11.8 平方千米，位于法国诺曼底大区芒什省，该省份为法国西北部沿海省份，西、北、东北三面环大西洋，东起顺时针与卡爾瓦多斯省、奧恩省、马耶讷省和伊勒-维莱讷省接壤。
与福利尼接壤的市镇（或旧市镇、城区）包括：圣索沃尔拉波姆赖、埃基伊、奥基尼、拉吕塞尔讷-杜特勒梅尔、拉默德拉基耶尔、圣让德尚。

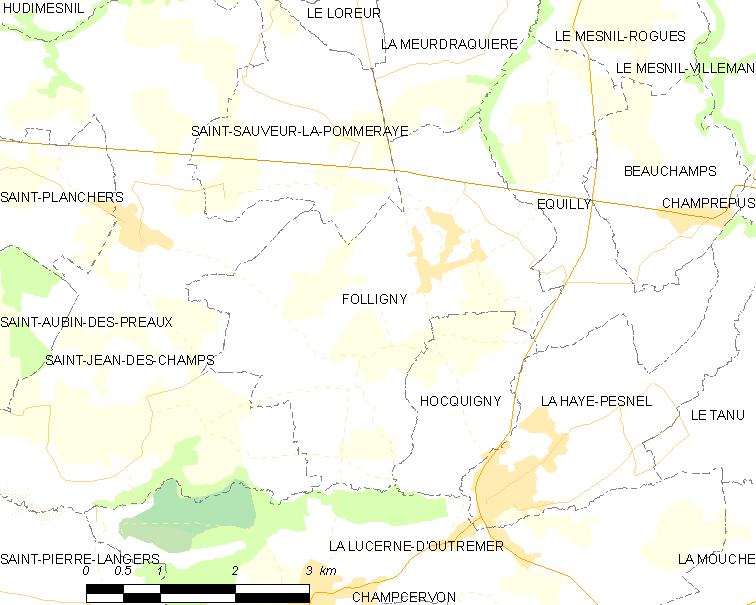
福利尼的OSM定位图

福利尼的时区为UTC+01:00、UTC+02:00（夏令时）。

## 行政
福利尼的邮政编码为50320，INSEE市镇编码为50188。

## 政治
福利尼所属的省级选区为布雷阿勒县。

## 人口

1962-2008年间福利尼人口变化图示

福利尼于2022年1月1日时的人口数量为1109人。